# Мельфи (Чад)
Мельфи (араб. ملفي‎, фр. Melfi) — город в южно-центральной части республики Чад, столица департамента Бар-Сигнака административного региона Гера. По данным 2010 года население города составляет около 6369 жителей. В городе расположен одноимённый аэропорт (длина песчаной взлётно-посадочной полосы 1200 метров).
В 155 километрах от города расположены железорудные шахты Теле-Нугар, которые
21 июля 2005 года были добавлены в кандидаты на включение в список Всемирного наследия ЮНЕСКО.

## Население
По данным переписи населения 2009 года (опубликованным в 2012 году) в подпрефектуре Мельфи насчитывалось 43 840 человек населения (21 524 мужчины и 22 316 женщин). В самом городе насчитывалось 6 369 жителей, хотя по современным оценкам (2017 год) количество населения города снизилось до 5 784.